# Krymský trolejbus

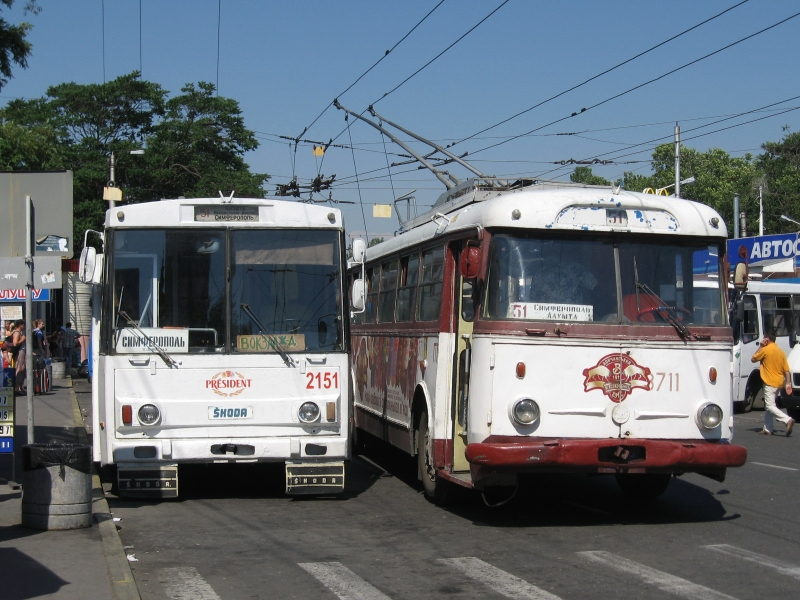
Trolejbusy Škoda 14Tr a Škoda 9Tr na meziměstské lince č. 51 před nádražím v Simferopolu

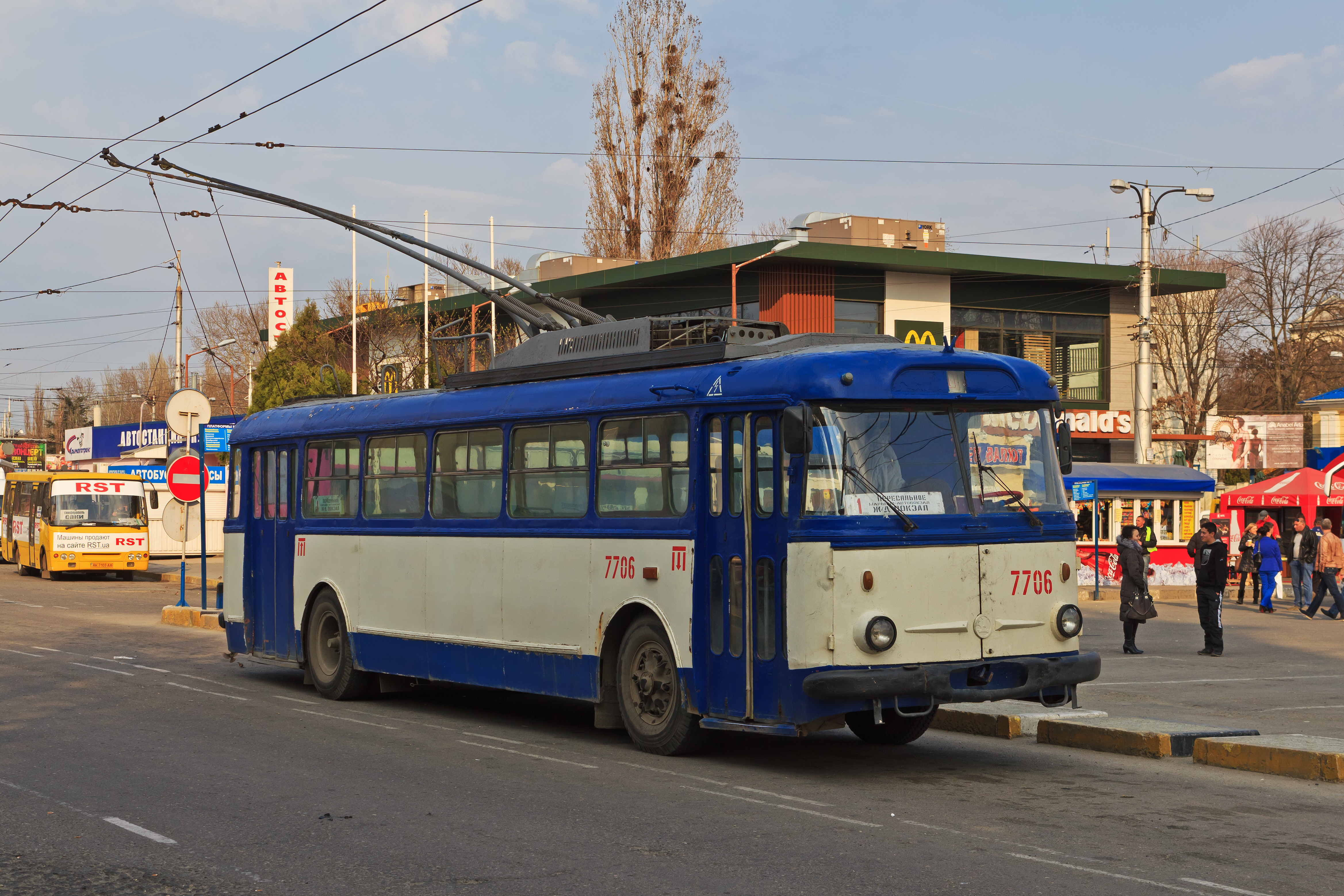
Dvoudveřový trolejbus Škoda 9Tr v Simferopolu

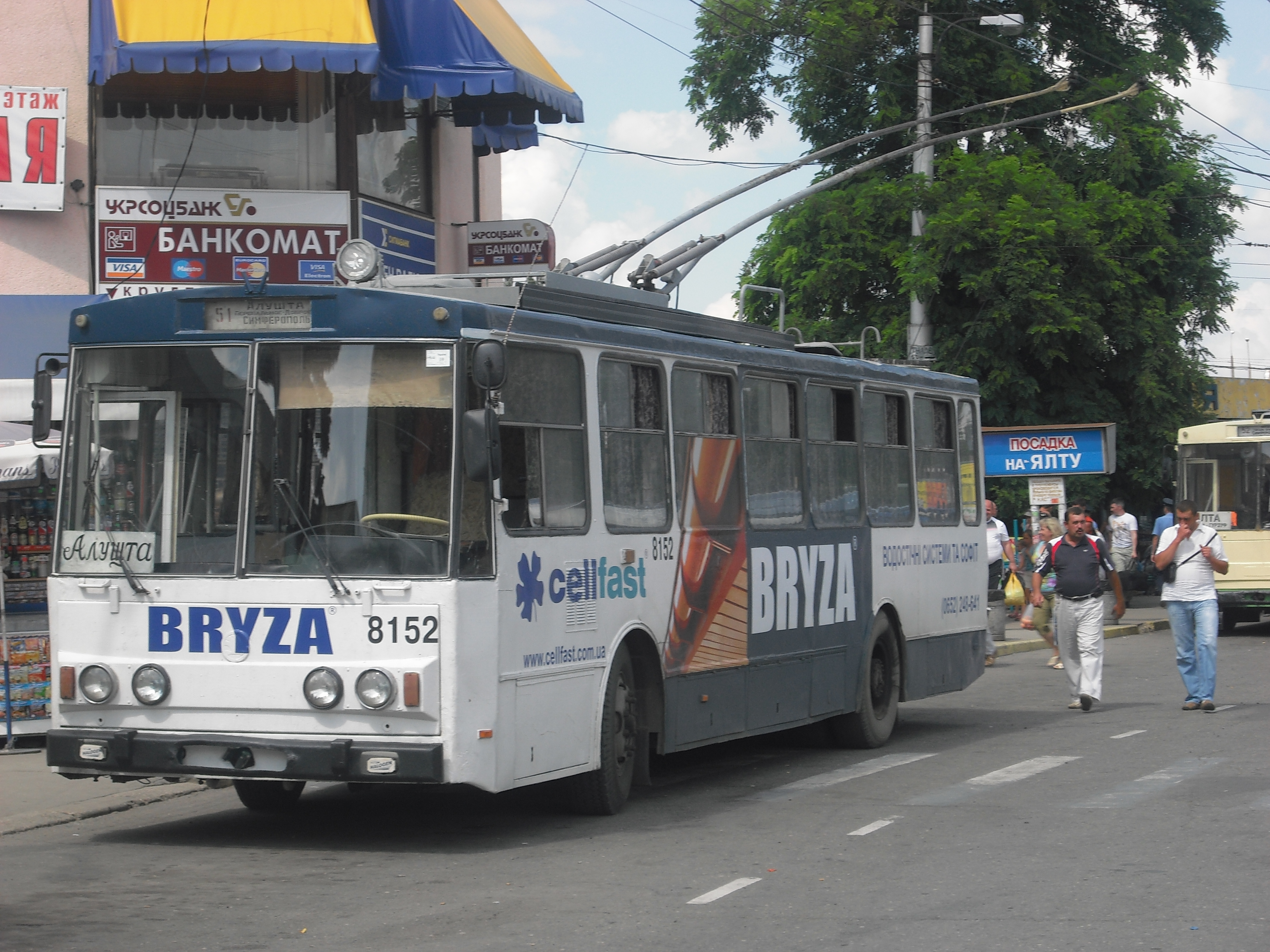
Jeden z nejnovějších trolejbusů Škoda 14Tr na lince ze Simferopolu do Alušty

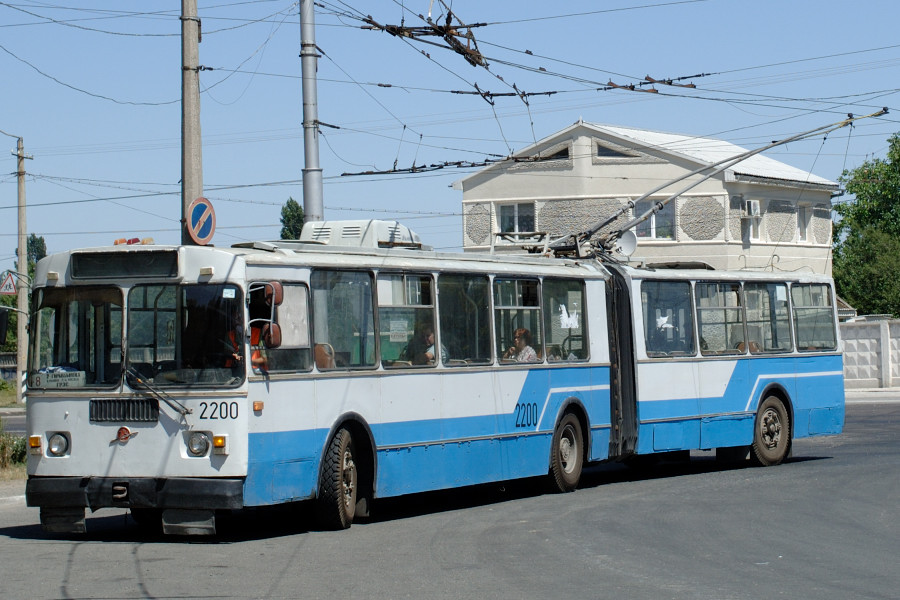
Kloubový trolejbus ZiU-620501 v Simferopolu

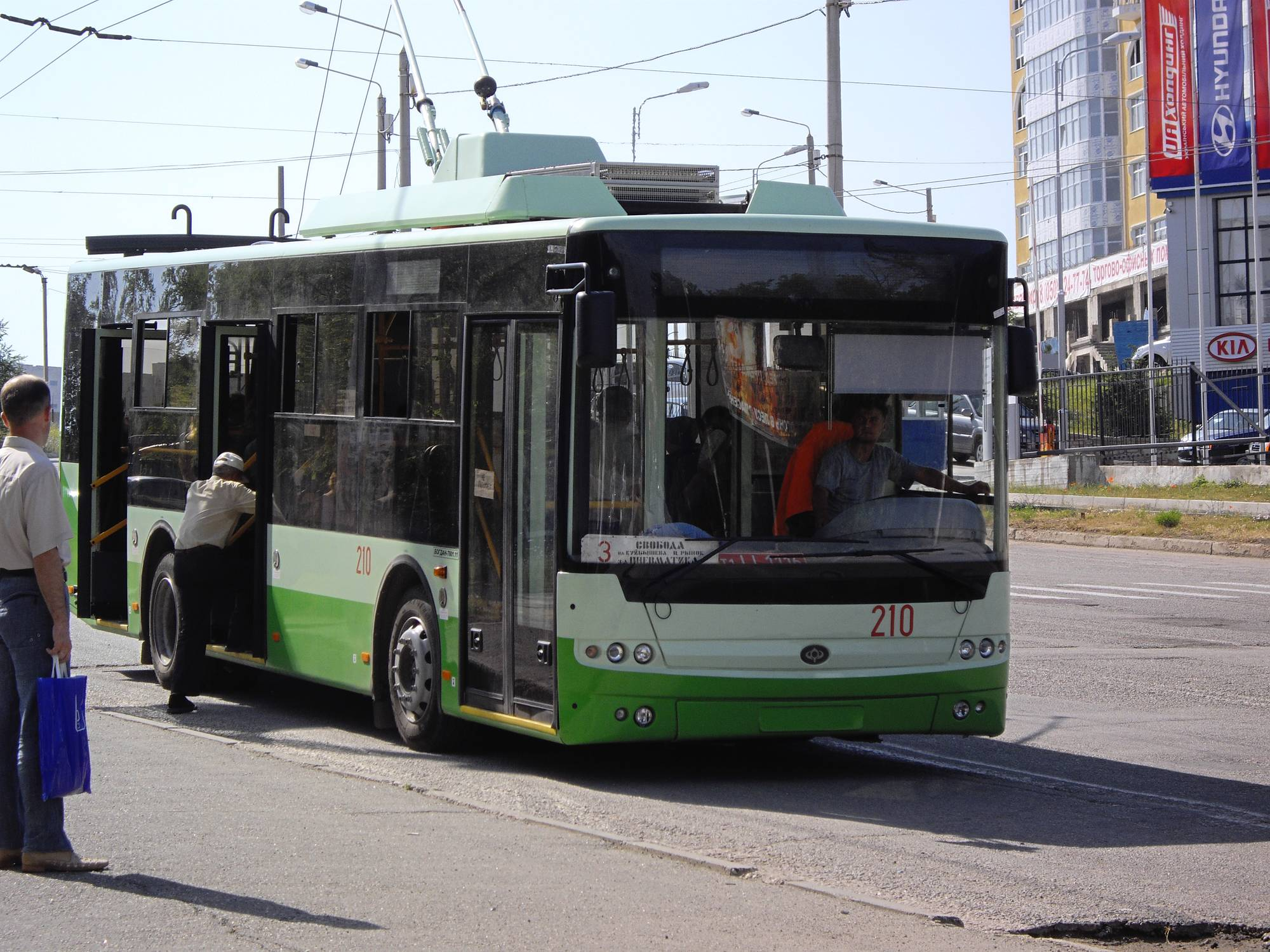
Nízkopodlažní trolejbus Bogdan T601.11 byl na simferopolských městských linkách zkoušen v létě 2009

Trolejbusová síť mezi krymskými městy Simferopol, Alušta a Jalta (zkráceně Krymský trolejbus, rusky Крымский троллейбус, ukrajinsky Кримський тролейбус) představuje nejdelší síť svého druhu v Evropě. Jedná se o systém, jehož hlavní tratí je meziměstský, 86 km dlouhý úsek.

## Charakter provozu
Krymské trolejbusy jezdí po vnitroměstských a meziměstských linkách; obsluhují tři větší města, kterými jsou Simferopol, Alušta a Jalta. Dále je zajištěna doprava i do některých menších obcí, mezi které patří například Partenit, Artěk, Gurzuf, Nikita a Massandra.
Celou meziměstskou trať projede trolejbus za 2,5 hodiny, jízda ze Simferopolu do Alušty trvá o hodinu méně. Zatímco první část tratě překonává v Angarském průsmyku (752 m) Krymské hory, v části vedoucí podél Černého moře se jedná o úsek vedený spíše po rovině mezi přímořskými letovisky.

## Historický vývoj

### Simferopol
V 50. letech 20. století již v Simferopolu zcela nevyhovovala místní tramvajová síť. Jako řešení nakonec bylo vybráno vybudování trolejbusového systému. 7. října 1959 byly zprovozněny první tratě (včetně jedné vozovny). Šlo o úseky železniční nádraží – Moskovskaja – Kujbyševa – Marino a železniční nádraží – Sovetskaja – Kujbyševa. Městská síť se již brzy začala rozšiřovat. Další tratě byly uvedeny do provozu v roce 1962 (Sovetskaja – Centralnyj Rynok – Novoromanovka), 1963 (Moskovskaja – Krasnaja Gorka – Arabatskaja), 1964 (Kujbyševa – prospekt Pobedy – Svoboda), 1965 (Arabatskaja – prospekt Pobedy), 1966 (příměstská trať železniční nádraží – letiště), 1968 (prospekt Pobedy – Krasnaja Gorka) a 1969 (odbočka z novoromanovské tratě k letišti Zavodskoje). Tím byla simferopolská městská síť na dlouhou dobu dokončena. Bývalá tramvajová vozovna (tramvajový provoz byl ve městě zrušen v roce 1970) byla na konci 60. let přestavěna na ústřední trolejbusové dílny.
Další změny v trolejbusové síti nastaly až v 80. letech. Roku 1981 byla postavena dlouhá trať Centralnyj Rynok – 7. městská nemocnice. V roce 1983 bylo zprovozněno prodloužení z konečné Svoboda k nové trolejbusové vozovně, která byla také uvedena do provozu. Poslední postavenou tratí je zřejmě v roce 2001 zprovozněná odbočka (z tratě k městské nemocnici) na konečnou Rinok Balaklavskij.

### Alušta, Jalta a meziměstská trať
Meziměstská trať mezi Simferopolem a Aluštou byla uvedena do provozu 6. listopadu 1959, tedy měsíc po zprovoznění prvních městských tratí v Simferopolu. V úseku simferopolské železniční nádraží – Marino (kde končí městská linka) je trolejové vedení zdvojeno, protože trolejbusy mířící do trolejbusového nádraží v Aluště jedou „expresně“, v Simferopolu totiž zastavují pouze na významných zastávkách.
Úsek mezi trolejbusovými nádražími v Aluště a Jaltě byl zprovozněn 25. července 1961. Ale již několik měsíců předtím, 28. dubna téhož roku, byl v Jaltě zahájen městský provoz mezi trolejbusovým nádražím a konečnou Krasnoarmejskaja.
Další změny v meziměstské síti nastaly až v roce 1992, kdy byla zprovozněna odbočka z meziměstské tratě do obce Krasnokamenka, kam zajíždí linka z Jalty.
V roce 1993 byla uvedena do provozu také první (a prozatím poslední) městská trať v Aluště. Odbočuje z meziměstské tratě a vede na konečnou Rabočij Ugolok.

## Současnost
Provoz na meziměstské trati i na městských linkách v Simferopolu je zajišťován společností s názvem Krymtrollejbus. Zázemí pak tvoří celkem čtyři vozovny (rusky trollejbusnyj park) – dvě z nich jsou v Simferopolu a po jedné v Aluště a Jaltě. Dva a půl tisíce zaměstnanců se podílí na přepravě asi 100 miliónů cestujících ročně.
Plné jízdné na celou trasu činí 12 hřiven (cca 1 EUR, 2010). Okolo roku 2000 dostaly krymské trolejbusy konkurenci v podobě rychlejších, avšak výrazně dražších maršrutek, jejichž plné jízdné je zhruba dvojnásobné.
V září 2007 bylo v provozu 12 městských linek v Simferopolu, 3 linky v Aluště, 3 v Jaltě a 5 meziměstských linek.

## Vozový park
Zpočátku byly nasazeny trolejbusy domácí sovětské výroby typu MTB-82D (10 kusů) a československé Škoda 8Tr v celkovém počtu 88 vozů. Krátkou epizodou je dvouleté působení sedmi trolejbusů ZiU-5, které byly v roce 1963 vyměněny za vozy Škoda do Dněpropetrovsku. V roce 1962 se uskutečnila první dodávka trolejbusů Škoda 9Tr, kterých bylo do roku 1981 dodáno celkem 580 kusů, z nichž část je dosud v provozu. Mezi lety 1980 a 1990 byly dodávány vozy typu Škoda 14Tr (celkem 162 vozidel) a v roce 1990 také šest kloubových trolejbusů Škoda 15Tr. Poté byla obnova vozového parku kvůli ekonomickým a politickým změnám ukončena, neboť dopravce již neměl finanční prostředky na nákup československých trolejbusů. V průběhu následujících 20 let se v provozu Krymského trolejbusu objevily jednotlivé kusy různých typů především ukrajinských vozů. Jednalo se o vozy JuMZ-T1, JuMZ-T2.09, ZiU-620501, Kiev-12.03, Kiev-12.04 a AKSM-321. Teprve v roce 2010 podepsal dopravce smlouvu na dodání 31 nízkopodlažních trolejbusů Bogdan T701.10 (se stejnosměrnou elektrickou výzbrojí TV Progress; první dodán již 21. října 2010) pro městský provoz a 30 vozů Bogdan T701.15, které jsou určeny především pro meziměstské linky, kvůli čemuž mají výkonnější asynchronní motory a střídavou výzbroj TV Europulse. Další trolejbusy Bogdan byly dodány na konci roku 2011. Jednalo se o 21 standardních městských vozů T701.10, 19 městských jedenáctimetrových vozů T601.11, dva příměstské patnáctimetrové vozy T801.10 a 14 standardních meziměstských vozů T701.15.
Velká část starších trolejbusů, které byly určeny k provozu na dlouhé meziměstské lince, byla upravena pro dálkový provoz na této trati. Vozy určené pro městský a meziměstský provoz totiž nejsou zaměňovány.
V roce 1999 disponovaly všechny vozovny dohromady více než 400 vozidly, prakticky výhradně se jednalo o československé typy Škoda 9Tr a Škoda 14Tr. Na konci roku 2010 tvořilo vozový park 308 trolejbusů, z čehož největší počet 170 kusů stále tvořily vozy 9Tr (nejstarší z nich, evidenční číslo 5359, byl vyroben v roce 1971 a v roce 2010 byl zapsán do Guinnessovy knihy rekordů jako nejstarší trolejbus v provozu s cestujícími na světě). Dále byly zastoupeny typy 14Tr (107 ks), 15Tr (6 ks), JuMZ-T1 (6 ks), AKSM-321 (5 ks), JuMZ-T2.09 (4 ks), Bogdan T701.10 (4 ks), Kiev-12.03 (3 ks), ZiU-620501 (2 ks) a Kiev-12.04 (1 ks). K 1. červnu 2011 čítal vozový park 224 trolejbusů, z nichž 151 bylo značky Škoda.